# Lumang
Lumang är en gewog i Bhutan.   Den ligger i distriktet Trashigang, i den östra delen av landet, 190 kilometer öster om huvudstaden Thimphu.
I omgivningarna runt Lumang växer i huvudsak blandskog. Runt Lumang är det ganska tätbefolkat, med 70 invånare per kvadratkilometer.